# Alice Brown (Leichtathletin)
Alice Brown (* 20. September 1960 in Jackson, Mississippi) ist eine ehemalige US-amerikanische Sprinterin. Sie wurde zweimal Olympiasiegerin und einmal Weltmeisterin.
Brown startete bei den Olympischen Spielen 1984 in Los Angeles und gewann im 100-Meter-Lauf die Silbermedaille hinter Evelyn Ashford (USA) und vor Merlene Ottey (JAM). In der 4-mal-100-Meter-Staffel holte sie die Goldmedaille zusammen mit ihren Teamkolleginnen Jeanette Bolden, Chandra Cheeseborough und Evelyn Ashford. Bei den Weltmeisterschaften 1987 in Rom gewann sie ebenfalls die Goldmedaille in der 4-mal-100-Meter-Staffel.
Bei den Olympischen Spielen 1988 in Seoul gewann sie nochmals mit der Mannschaft die Goldmedaille in der 4-mal-100-Meter-Staffel mit ihren Teamkolleginnen Sheila Echols, Florence Griffith-Joyner und Evelyn Ashford.